# الحسن بن زولاق
أبو محمد الحسن بن إبراهيم بن زولاق الليثي  (306-387 هـ / 919 - 997 م) مولاهم المصري، كان فاضلا في التاريخ، وله فيه مصنف جيد، وله كتاب في خطط مصر استقصى فيه، وكتاب «أخبار قضاة مصر» جعله ذيلا على كتاب أبي عمر محمد بن يوسف بن يعقوب الكندي الذي ألفه في أخبار قضاة مصر، وانتهى فيه إلى سنة 246 هـ، فكمله ابن زولاق المذكور، وابتدأ بذكر القاضي بكار بن قتيبة، وختمه بذكر محمد بن النعمان، وتكلم على أحواله إلى رجب سنة 386 هـ؛ وكان جده الحسن بن علي من العلماء المشاهير. ركزت أعماله على التاريخ المحلي لمصر خلال العصر الإخشيدي والسنوات الأولى للدولة الفاطمية. كانت وفاته يوم الثلاثاء الخامس والعشرين من ذي القعدة سنة سبع وثمانين وثلثمائة.
قال ابن يونس المصري عنه: «هو ليثي بالولاء» وبني ليث بطن من بطون قبيلة بني كنانة

## سيرته
ولد ابن زولاق عام 918/9 في مصر وتوفي بها عام 996/7. نشأ ابن زولاق وتربى في مدينة الفسطاط في كنف أسرته، حيث كان جده الحسين بن الحسن من مشاهير علماء مصر آنذاك في علم الفقه، والأدب، والتاريخ، واللغة، ولهذا فقد كانت نشأة ابن زولاق في ظل أسرة علمية رصينة.
معظم أعماله لم تصل إلينا بشكل مباشر، ولكن تم الاستشهاد بها واقتباسها على نطاق واسع، ونقلها المؤرخون اللاحقون مثل ابن سعيد المغربي (القرن الثالث عشر)، المقريزي (القرن الخامس عشر)، وابن حجر العسقلاني (القرن السادس عشر).
تضمنت أعماله تاريخ حكام وقضاة مصر، وبذلك استمر في مثل ما فعله قبله الكندي، وشملت أعماله كتبا عن مؤسس الدولة الاخشيدية محمد بن طغج الإخشيد، والوزير الإخشيدي أبو المسك كافور  ويعتقد أن سيرته الذاتية عن الإخشيد على وجه الخصوص قد كُتبت بناءً على طلب ابنه أبو الحسن علي بن الإخشيد (الذي حكم بين 961-966) في بداية حكمه. إلى جانب التفاصيل العديدة التي تشير إلى معرفته بالأمور الداخلية، فإن هذا التكليف يدل على أن ابن زولاق كان مرتبطًا ارتباطًا وثيقًا بالدوائر الحاكمة في مصر في ذلك الوقت. كافأ علي ابن زولاق بسخاء على عمله، ويبدو أنه حصل على تكليفات أخرى من قبل أشخاص آخرين رفيعي المستوى من النخب الاخشيدية لكي يمدحهم في كتاباته.
بعد الفتح الفاطمي لمصر عام 969، مثل العديد من الكتاب المرتبطين بالنظام الإخشيدي، استطاع ابن زولاق أن يتكيف بسهولة مع النظام الجديد، واحتفظ بنفوذه ووصوله إلى دوائر السلطة، من الخليفة المعز لدين الله (حكم بين 953-975) إلى الوزير بن كلس. سمح له ذلك بتأليف تاريخ المعز، وربما خليفته العزيز بالله (حكم بين 975-996) كذلك. كما أن هناك سيرة من تأليفه للقائد الفاطمي جوهر الصقلي، الذي قاد الفتح، وتم اقتباسها في مصادر إسماعيلية لاحقة. اعتبر فلاديمير إيفانوف المستشرق السوفيتي أنه من المحتمل أن تكون تلك السيرة جزءًا من كتابه عن المعز. ولديه عمل آخر، يقارن بين مصر والعراق، كان تأليفه على الأرجح بتكليف من الفاطميين كدعاية لهم. وفقًا للمؤرخ يعقوب ليف، لم يكن الهدف فقط «تمجيد مصر، والتي حصلوا عليها مؤخرا [يعني الفاطميين]»، ولكن أيضًا «التقليل من أهمية العراق في نفس الوقت»، مقر الخلافة العباسية المنافسة وسادتها البويهيين. استمر تأريخه لمصر (باسم تاريخ مصر) بعد وفاته، أولاً على يد ابنه أبو الحسين، ثم حفيده.
كشاهد عيان له حق الوصول إلى الدوائر الحاكمة، فإن ابن زولاق هو «المصدر الأكثر موثوقية» (وفقا لليف) عن الإخشيديين، والفتح الفاطمي لمصر والفترة الأولى للحكم الفاطمي هناك، لكن هذا القرب الشديد من نفس الدوائر التي رعت عمله يفثير الشكفي مدى صدقه كذلك. على الرغم من ذلك، لم يبقَ أي عمل معاصر آخر تقريبًا يمكن استخدامه للتحقق من أعماله، وبينما تؤكد روايات مؤرخي القرن الرابع عشر بيبرس المنصوري والنويري بعض معلوماته، فمن غير الواضح ما إذا كانوا قد استخدموا ابن زولاق كمصدر لتلك المعلومات أم لا.

## مؤلفاته
- ذيل ولاة مصر للكندي[7]
- ذيل قضاة مصر للكندي[8]
- سيرة الإخشيد[8]
- سيرة كافور الإخشيدي
- سيرة المعز[7]
- تاريخ مصر وفضائلها[9][10]
- أخبار سيبويه المصري[11]